# Biserica de lemn din Așchileu Mic

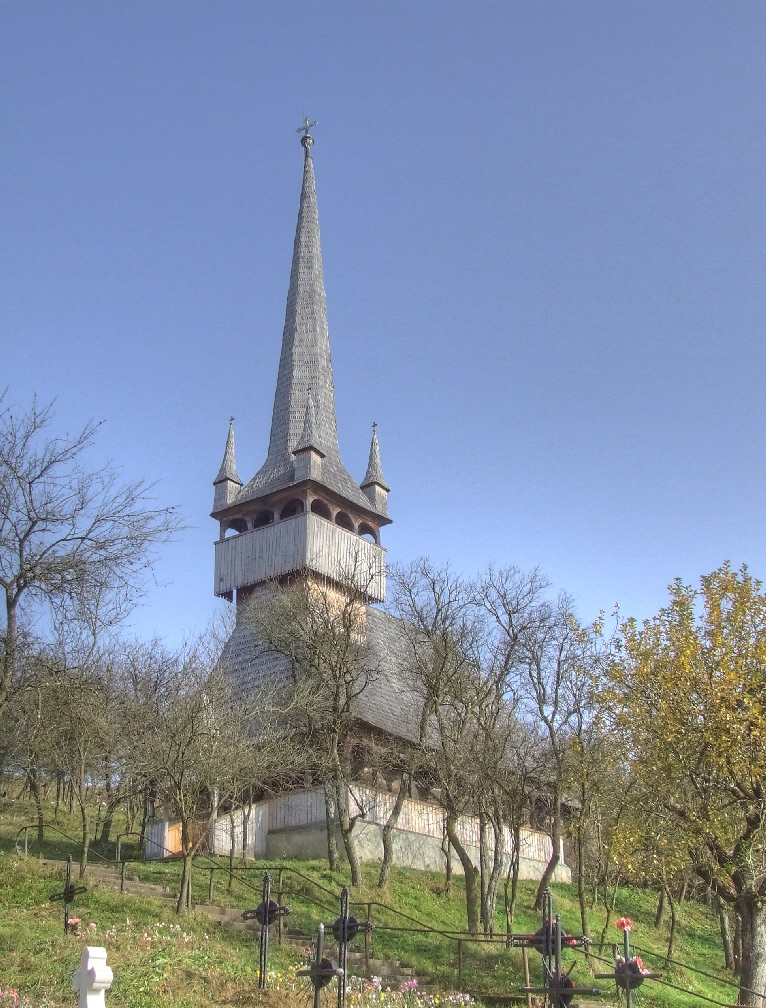
Biserica de lemn din Aşchileu Mic

Biserica de lemn din Așchileu Mic, comuna Așchileu, județul Cluj, datează din anul 1801. Biserica are hramul „Sfinții Ingeri” și se află pe noua listă a monumentelor istorice sub codul LMI:  CJ-II-m-B-07520.

## Istoric
Biserica de lemn are însemnate două date, atât la intrare, deasupra ușii, anul 1801, cât și în Sfântul Altar, anul 1806 privind pictura bisericii, se pare, că ele consemnează unele reparații, și, totodată, executarea picturii în biserică. 
După o tradiție locală, păstrată pe cale orală, se spune că în anul 1801, bisericii vechi de lemn de stejar i s-a adăugat pridvorul (târnațul), în față și pe cele două laturi, precum și frumosul acoperiș deasupra scărilor. 
Inscripția în litere chirilice aflată în altar, sub geamul dinspre răsărit, consemnează următoarea relatare: „Îngerilor s-au numit Hramul să-l păzească tot neamul și s-au zidit din znob prin credința și strădania bunilor + dintr-acest sat Așchileu în zilele Înălțatului și pururea polomnicului împărat Francisc Sfânta Pravoslavnică Episcopie Escelenței Sale Ioan Bob vlădicul
Făgărașului și a toată Țara Ardealului subt protopopul Ioan Muntean din Jula preotul satului Antonia Kifor și s-au zugrăvit prin mine umilitul zugrav Ioan Pop din Unguraș 1806.”
Biserica are lungimea de 13,5 metri și lățimea de 7 metri. Construcția este sub formă de navă; deasupra pronaosului se ridică o turlă înaltă de 20 de metri; turla este străjuită de patru turnulețe care îi dau arhitecturii o notă deosebită. Stilul biserici este cel specific perioadei și părții de nord-vest al Transilvaniei.
Așezarea ei este pe o colină, deasupra satului, în partea nordică, cu altarul spre răsărit. Accesul la bisericuță se face printr-o poartă sculptată în lemn de stejar de către sculptorul Teodor Bârsan, din Bârsana Maramureșului.
În decursul timpului, biserica a fost acoperită cu șindrilă de mai multe ori. Se știe că a fost acoperită în anul 1955, pe urmă,
în anul 1977 a suferit deteriorări la acoperiș din cauza unui trăznet și a fost reacoperită. Ultima intervenție la acoperiș s-a
făcut în anul 2003, când s-a decopertat totul, inclusiv turla și s-a acoperit cu șindrilă toată biserica, meșterii fiind din Rozavlea, Maramureș.

## Imagini

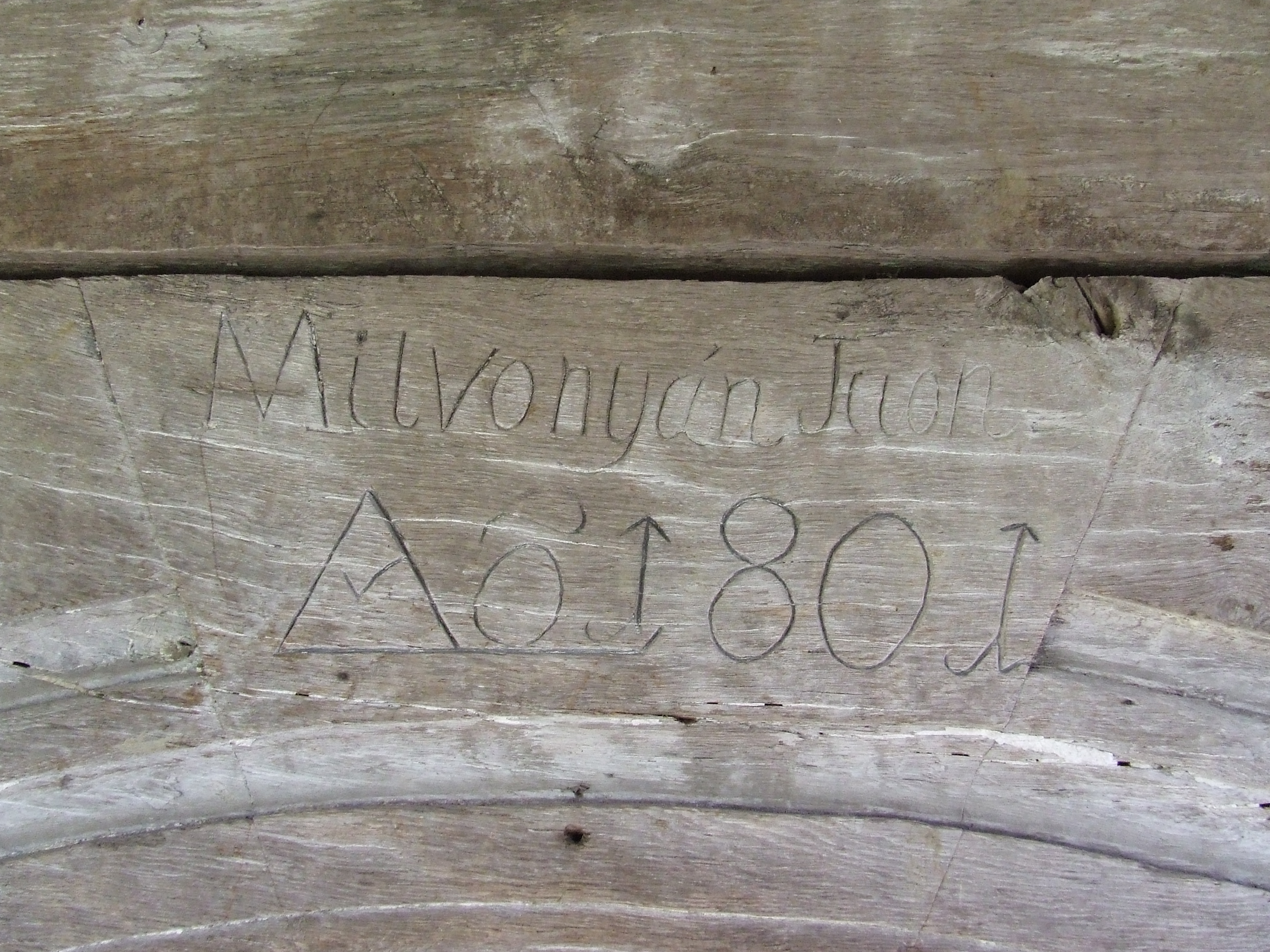
Inscripţia de pe portalul bisericii
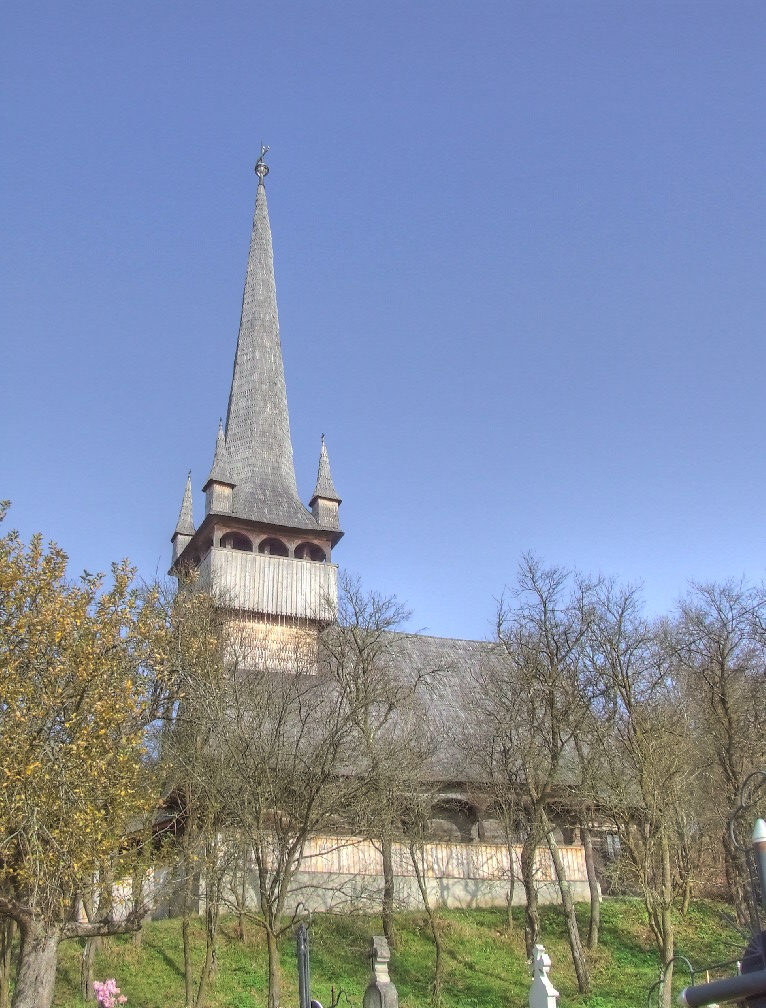
Vedere generală
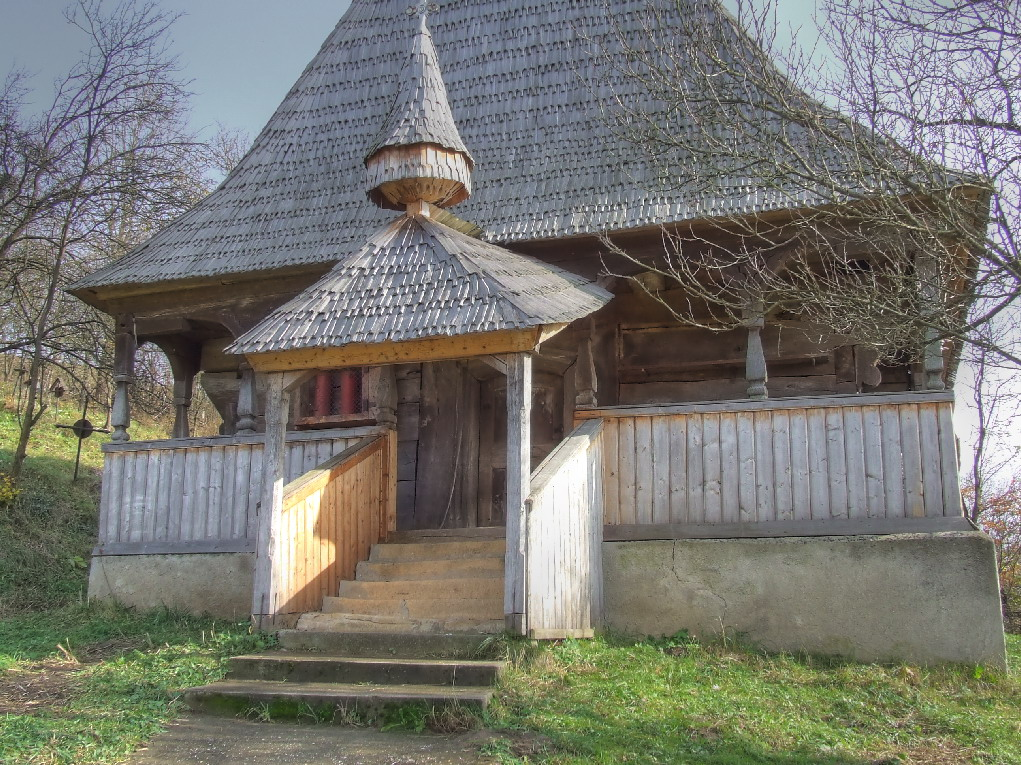
Latura de vest a bisericii
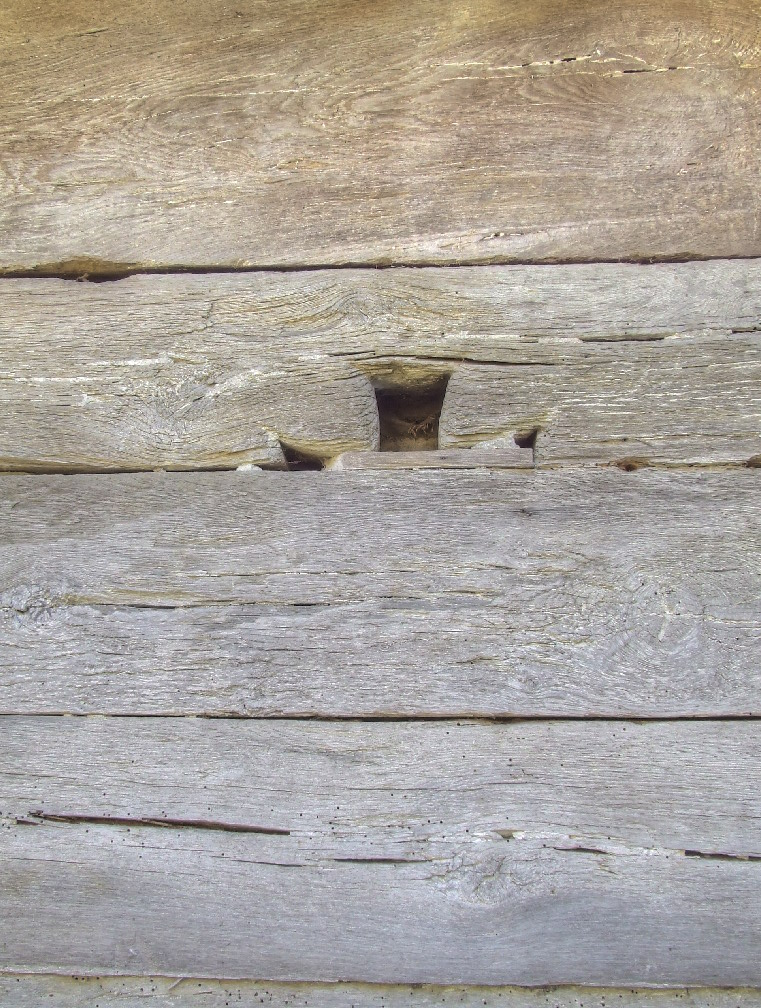
Jumătate de luminător
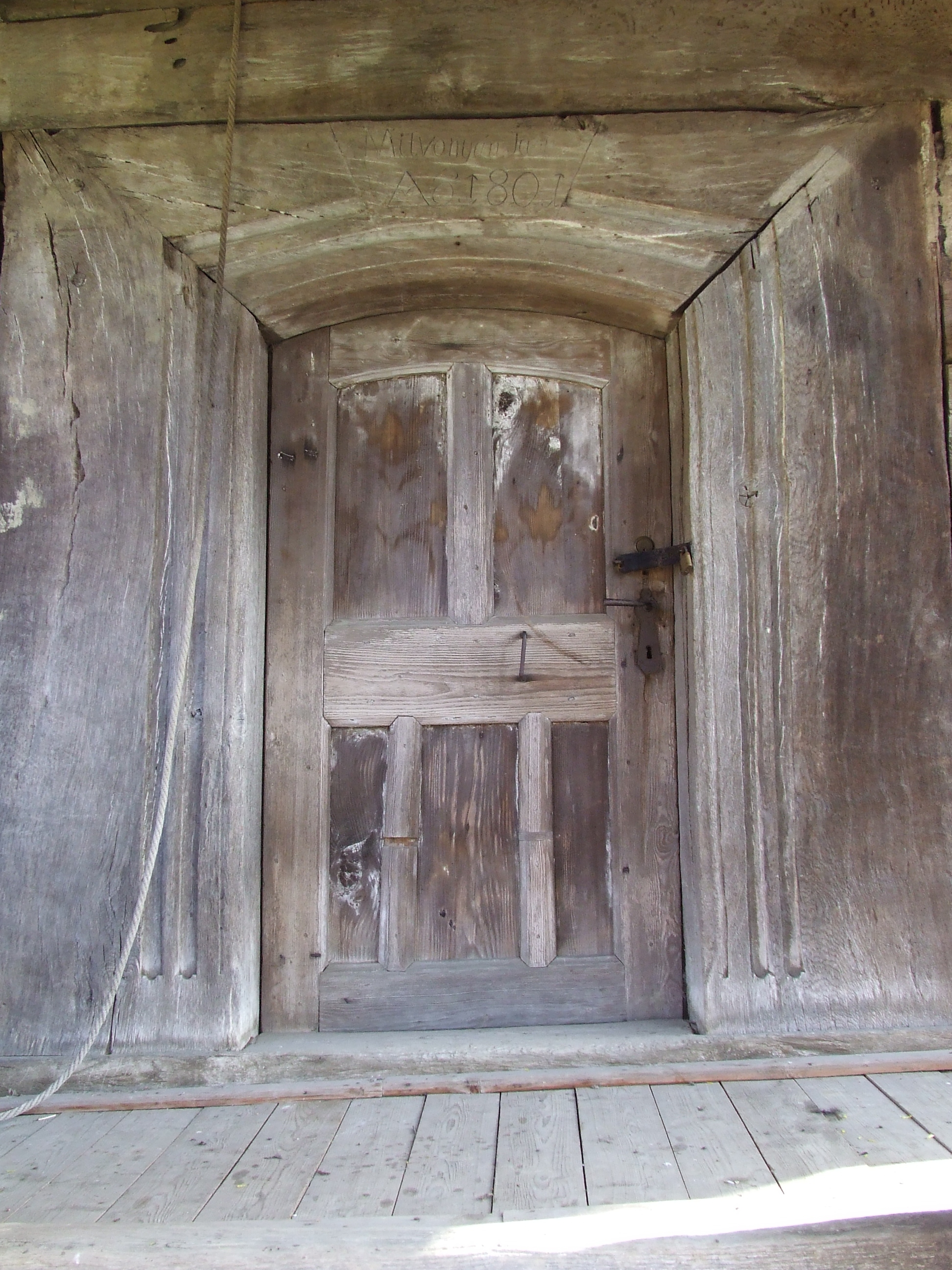
Portalul intrării
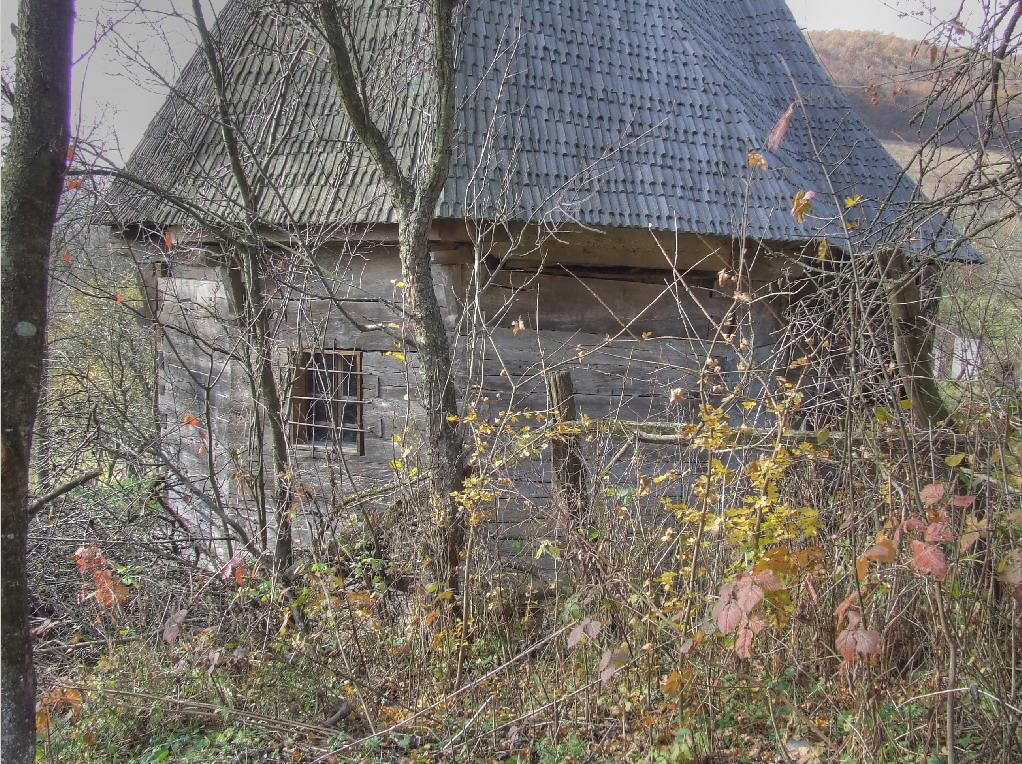
Absida altarului
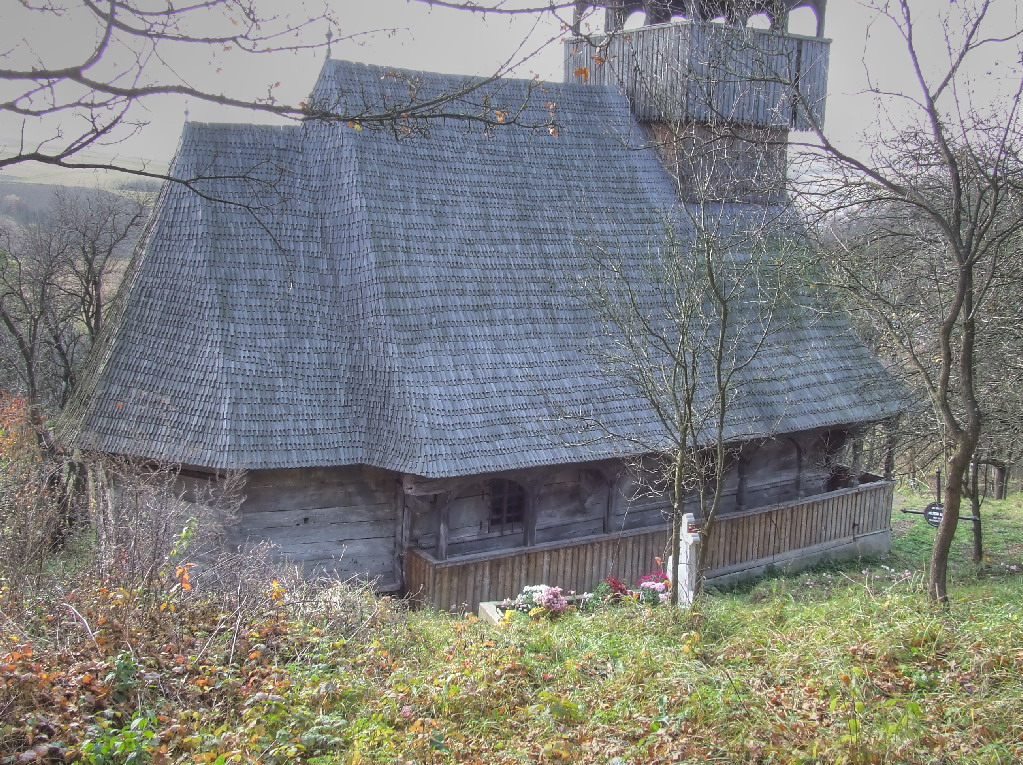
Butea bisericii
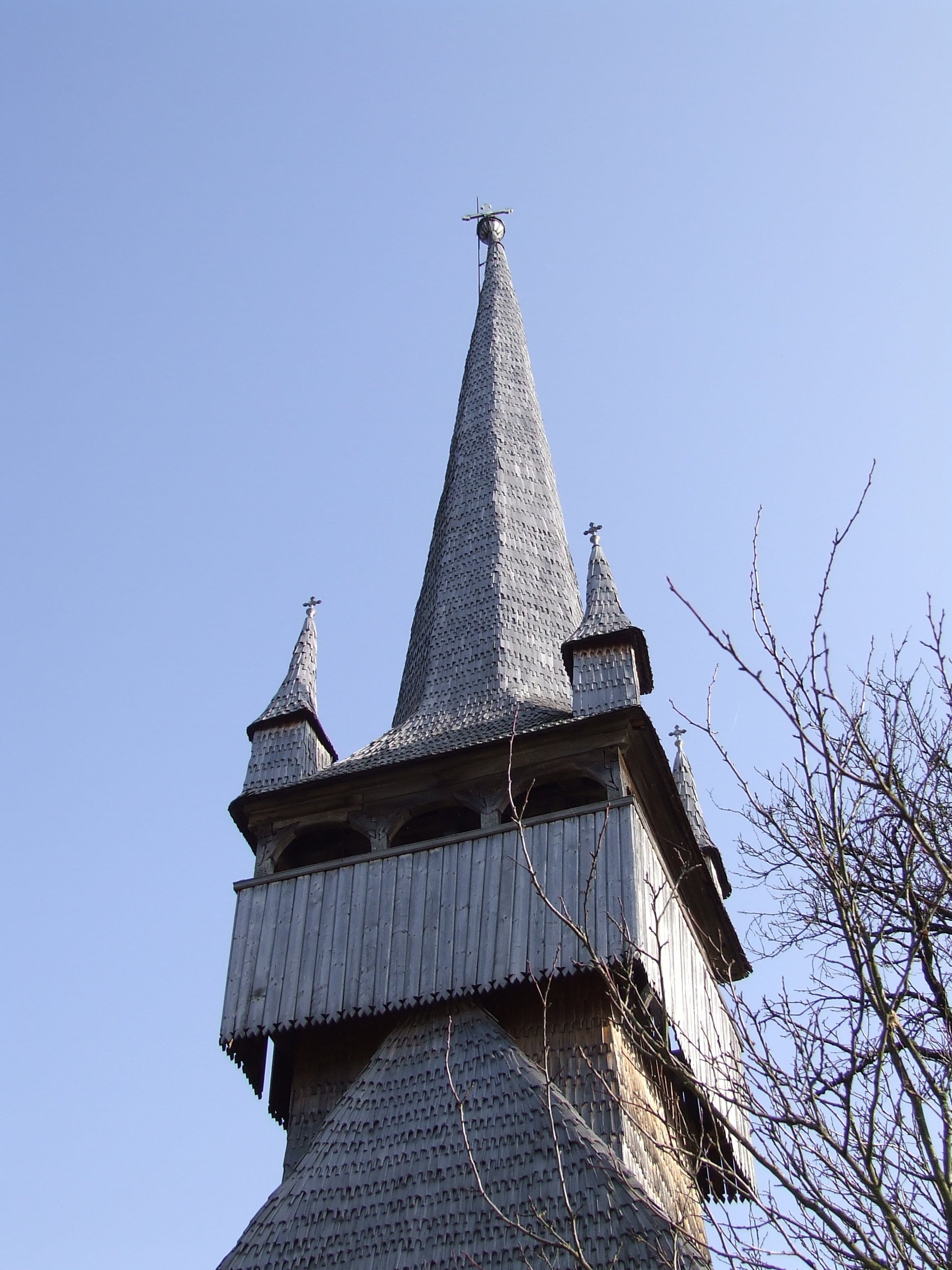
Turnul
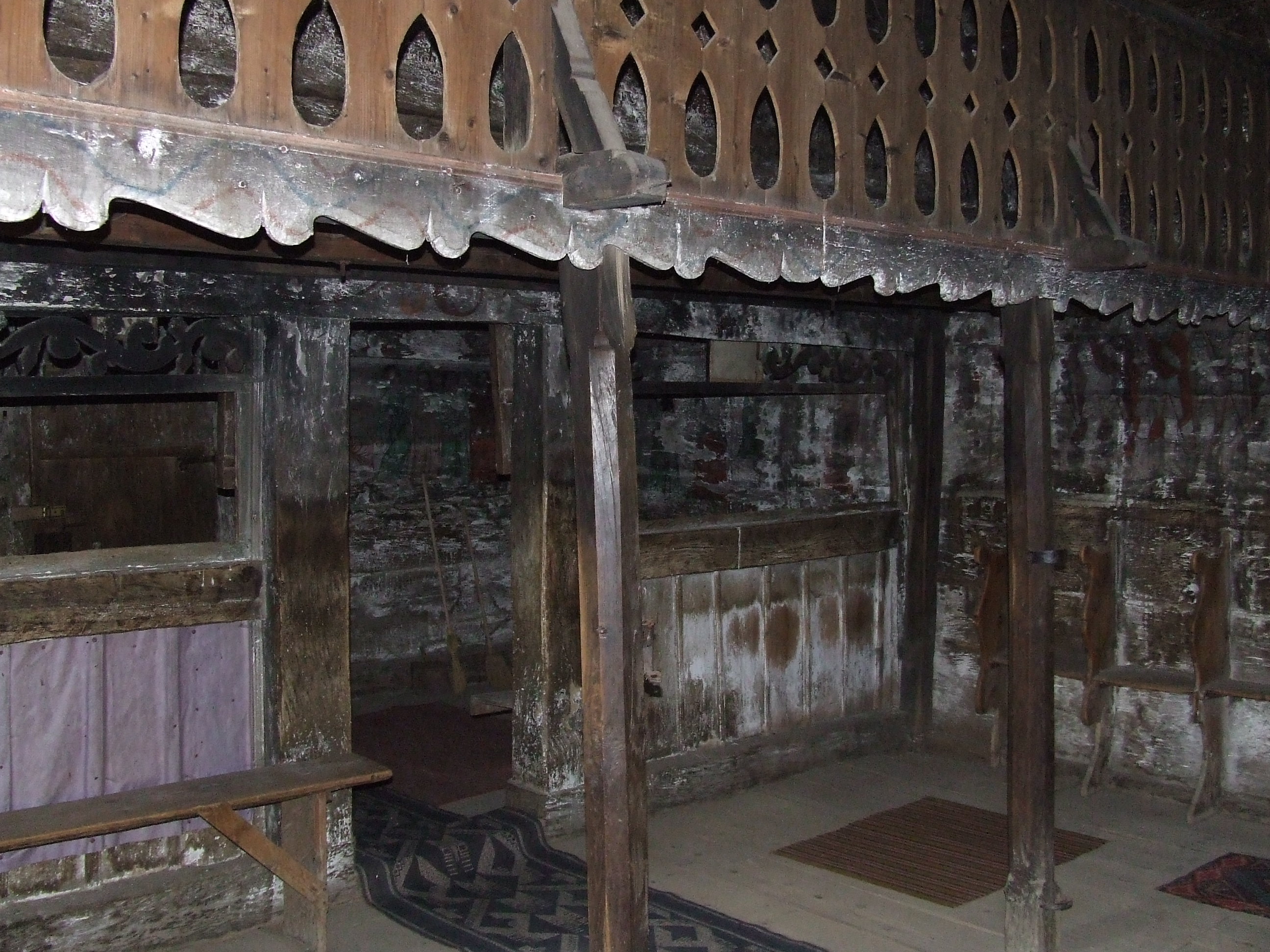
Interior
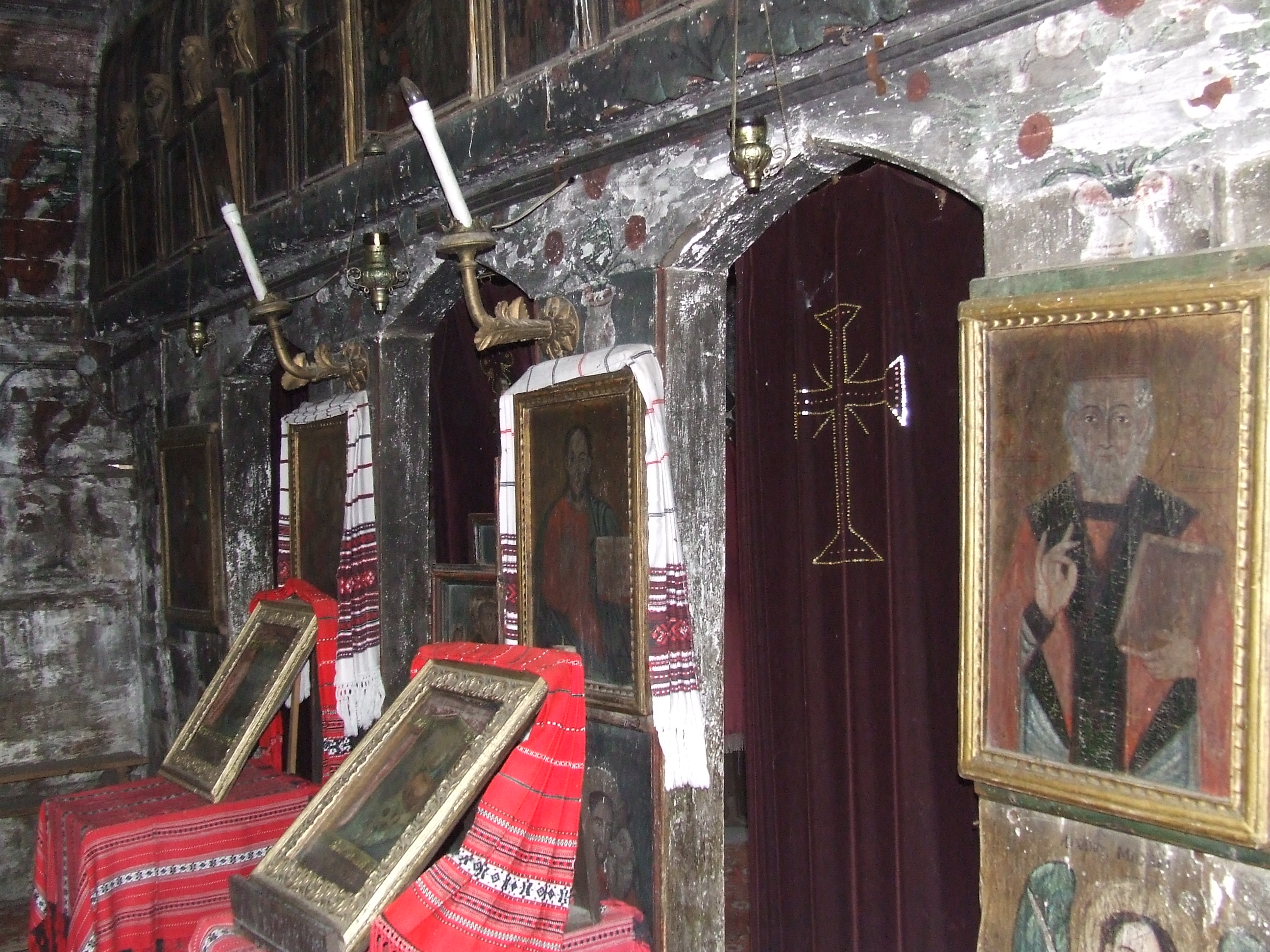
Partea de jos a iconostasului
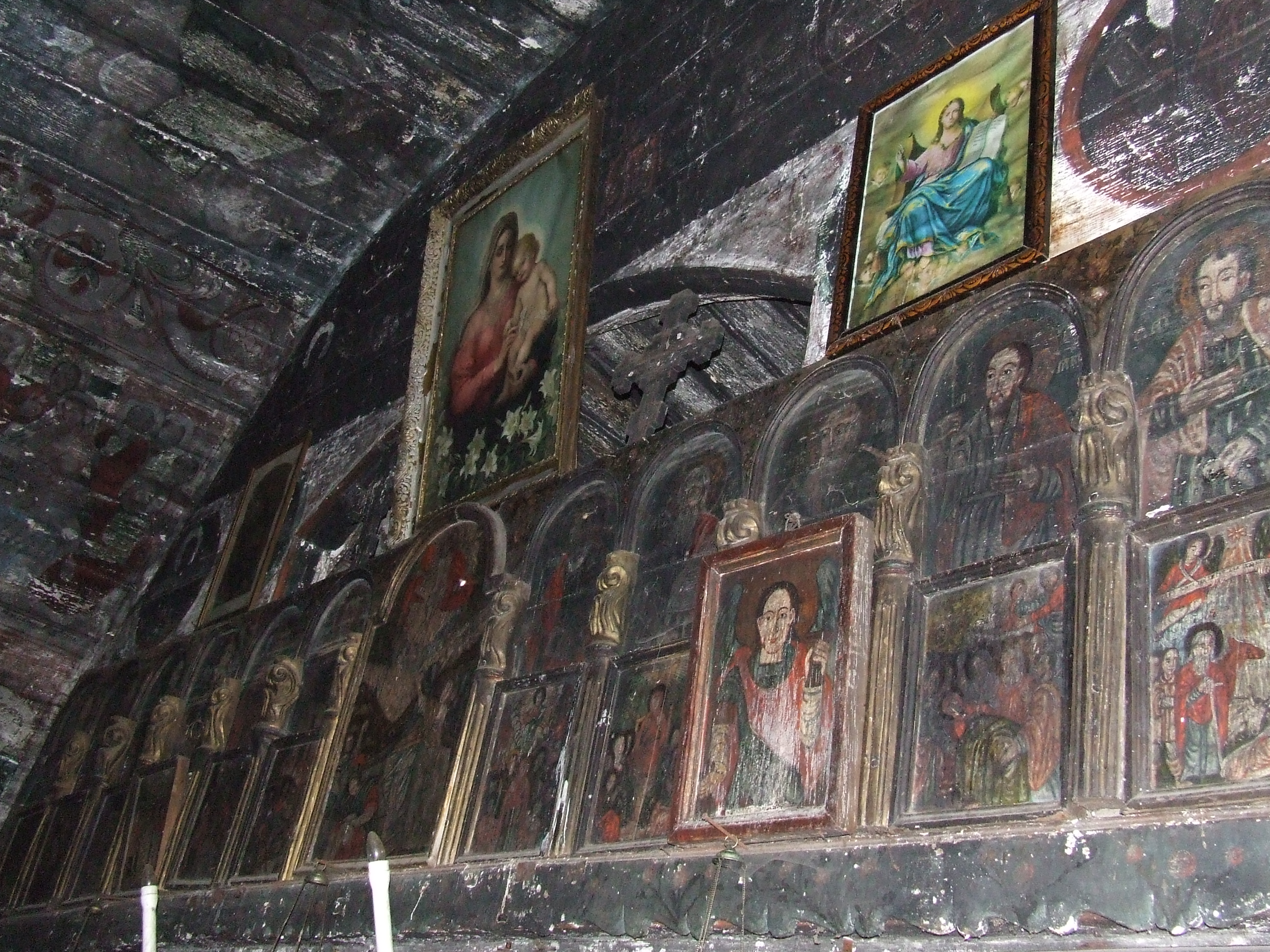
Partea de sus a iconostasului
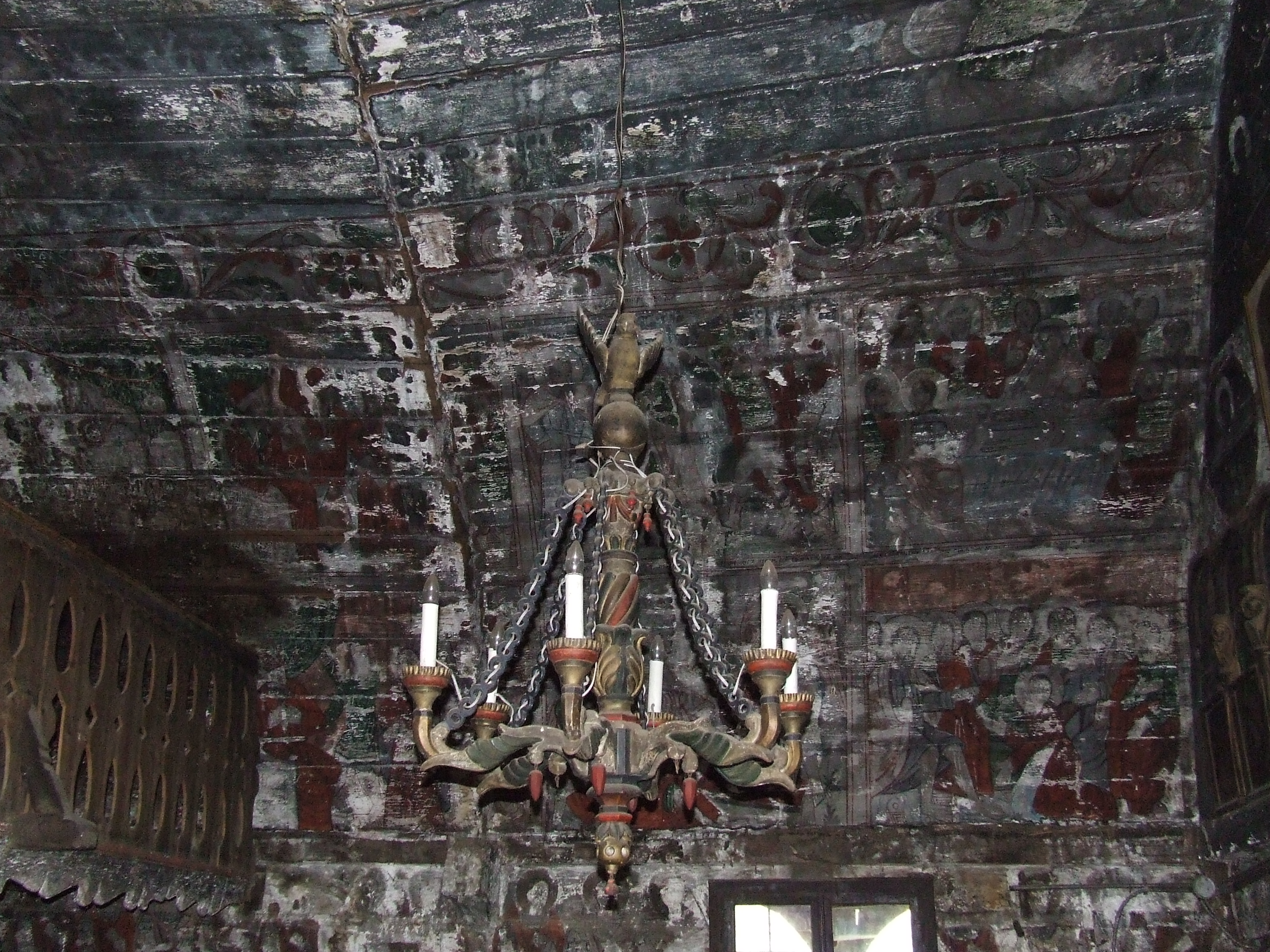
Candelabru
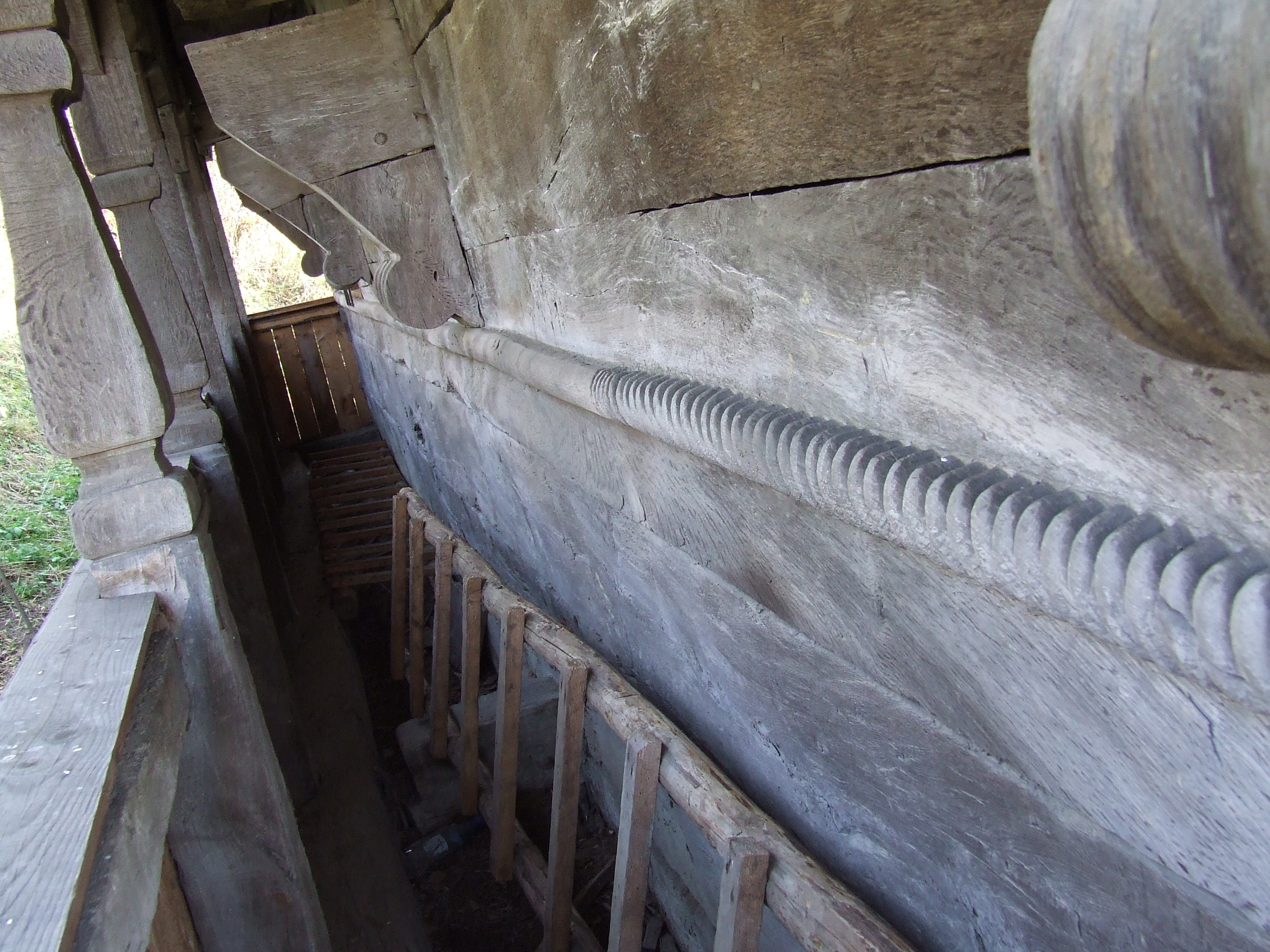
Vedere din prispa de pe latura de sud
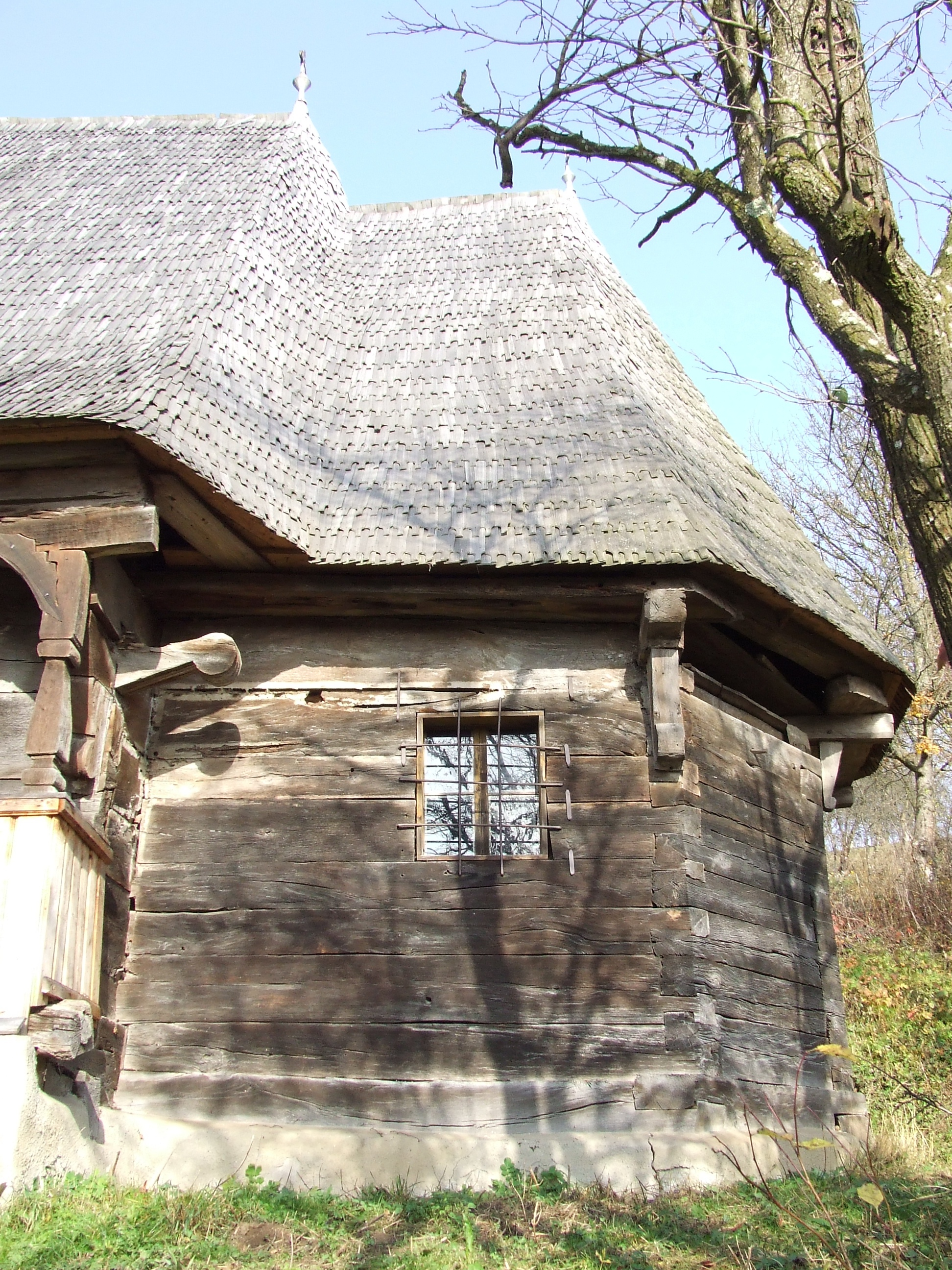
Absida altarului
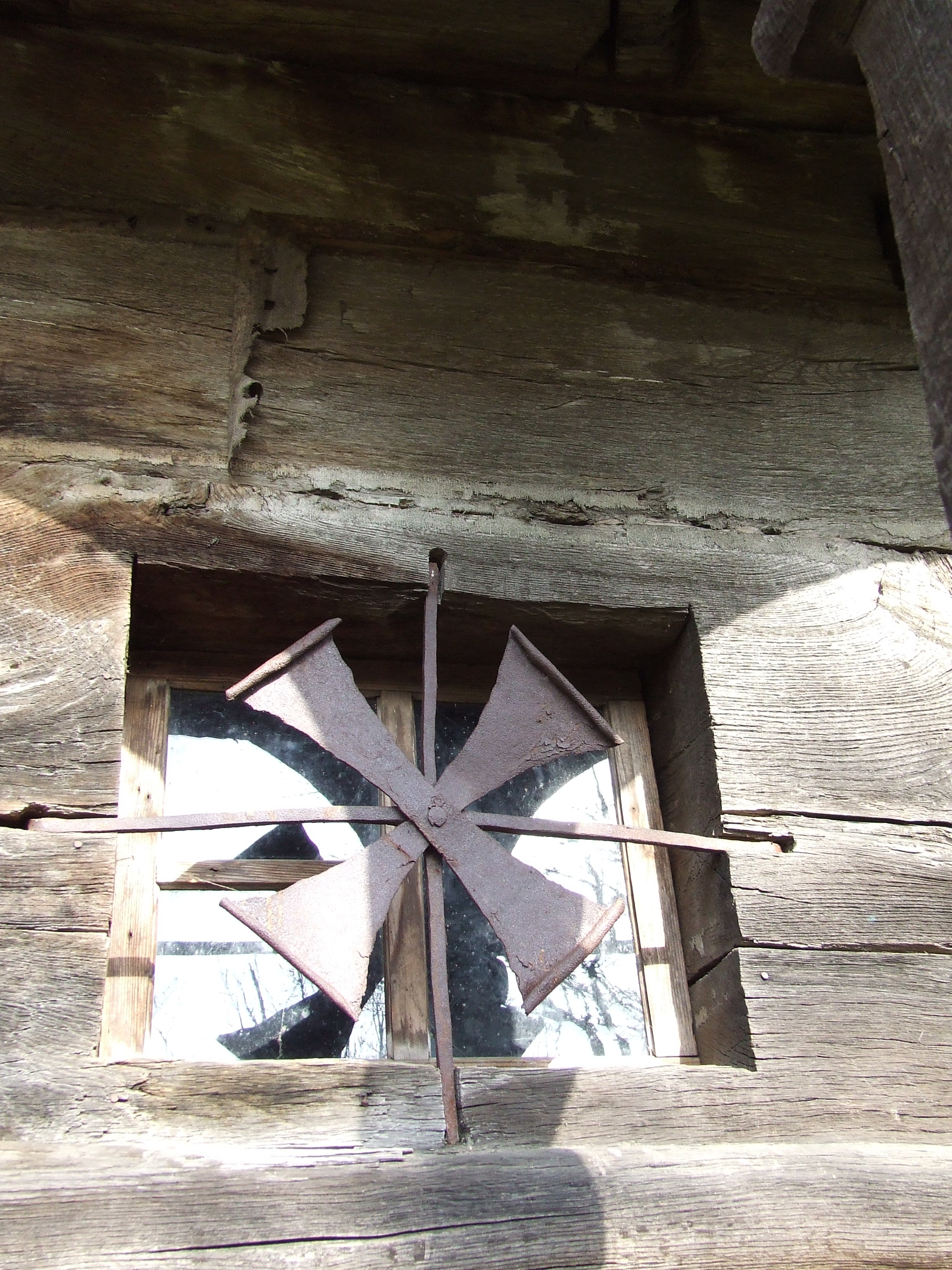
Fereastră
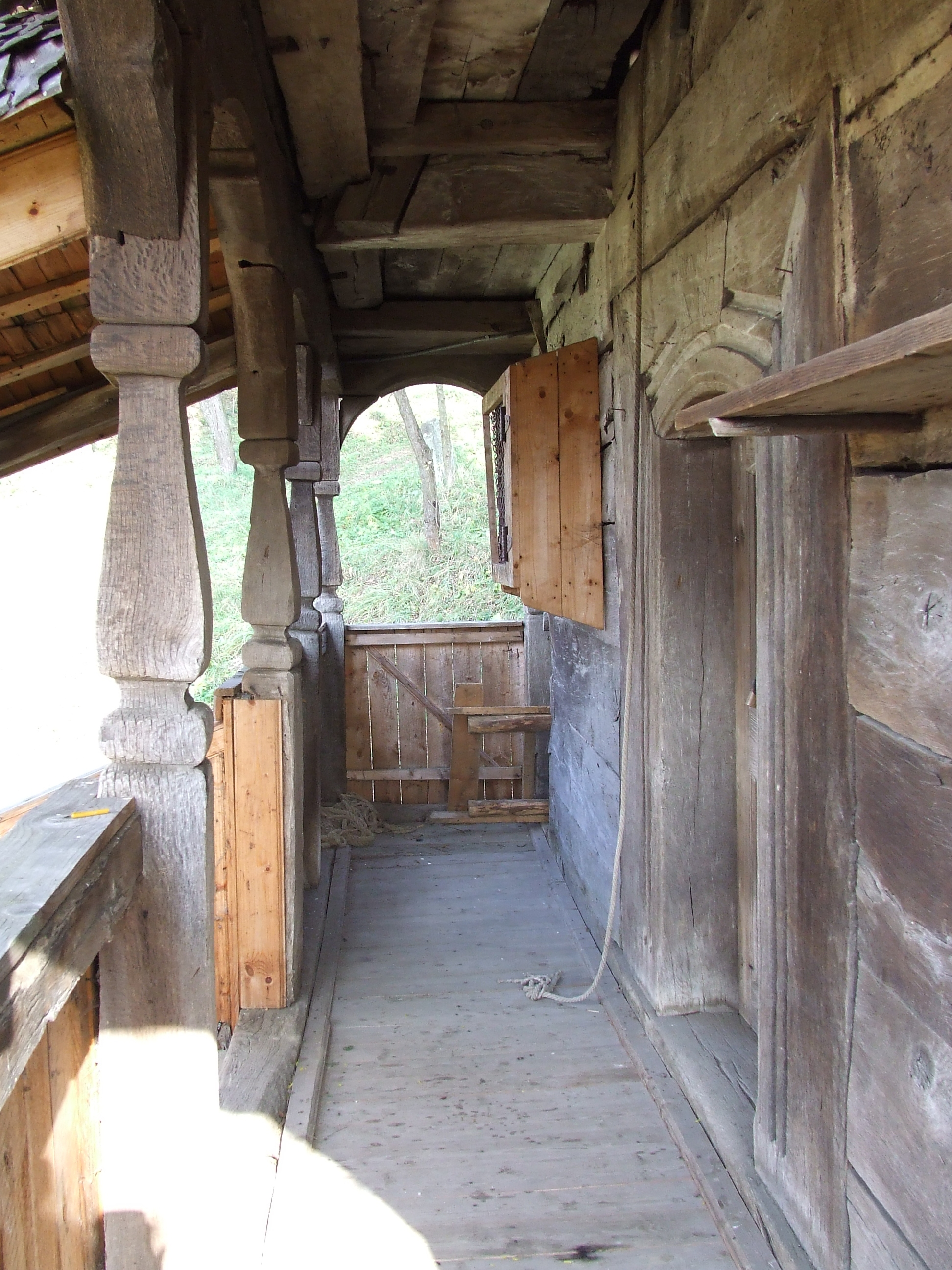
Vedere din prispa de pe latura de vest